# Mychonia violacea
Mychonia violacea là một loài bướm đêm trong họ Geometridae.